# Psychotria decolor
Psychotria decolor là một loài thực vật có hoa trong họ Thiến thảo. Loài này được Drake ex Bremek. miêu tả khoa học đầu tiên năm 1963.